# 1564 год в науке
В 1564 году произошли различные научные и технологические события, некоторые из которых представлены ниже.

## События

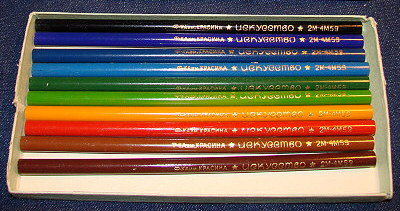
Комплект цветных карандашей «Искусство» (СССР, 1959)

- Открыто первое крупное месторождение графита (Камберленд Великобритания). Поначалу его приняли за уголь, но графит оказался не горюч. Зато он оставлял следы на любом предмете, так что окрестные фермеры стали метить графитом своих овец. Вскоре началось производство графитовых карандашей, сначала без деревянной окантовки, затем художники придумали зажимать графитовую палочку между двух деревянных[1].

## Публикации
- Амбруаз Паре: «Десять книг по хирургии и необходимых для неё инструментах»[2],

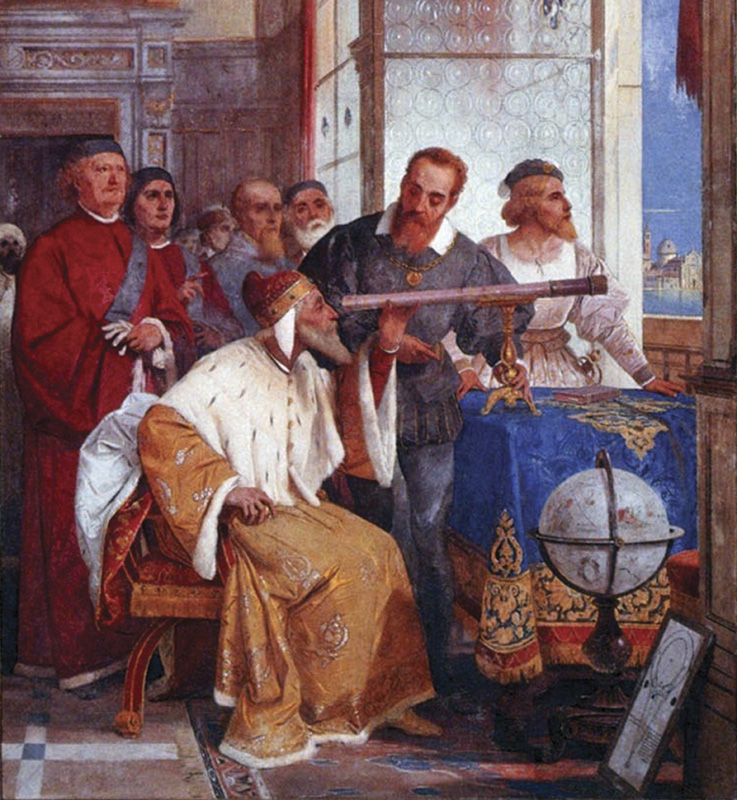
Галилей показывает свой телескоп венецианскому дожу (фреска Дж. Бертини. 1858)

## Родились
См. также: Категория:Родившиеся в 1564 году
- 15 февраля — Галилео Галилей, итальянский физик и астроном (умер в 1642 году),
- 9 марта — Давид Фабриций, фризский астроном (умер в 1617 году),

## Скончались
См. также: Категория:Умершие в 1564 году
- Апрель — Пьер Белон, французский натуралист (род. в 1517 году),
- 15 октября — Андреас Везалий, фламандский анатом (род. в 1514 году),
- Шарль Этьенн, французский анатом (род. в 1504 году),